# 2-アラキドノイルグリセロール
2-アラキドノイルグリセロールとは、内因性カンナビノイドのひとつ。グリセロールの2位にアラキドン酸がエステル結合した構造をしている。アラキドン酸を側鎖に含むトリグリセリドやホスファチジルイノシトール、一部のリン脂質から誘導・生合成されていると考えられている。